# Aston on Clun
Aston on Clun är en by  i Shropshire i England. Byn ligger nära River Clun vid landsväg B4368, mellan städerna Clun och Craven Arms. Byn tillhör Hopesay civil parish.
Mitt i byn står ett lövträd vilket man hänger upp flaggspel i vid högtider. På byns pub Kangaroo Inn kan man skåda alla originaldokument och kartor från Oaker Estate sale auktion 1949 då marken såldes ut från Oaker Estate.